# Josemi
José Miguel González Rey, dit Josemi, est un ancien footballeur espagnol né le 15 novembre 1979 à Torremolinos, qui évoluait au poste de latéral droit.

## Carrière
- 1998-2004 :  Málaga CF
- 2004-décembre 2005 :  Liverpool FC
- janvier 2006-2008 :  Villarreal CF
- 2008-2010 :  RCD Majorque
- 2010-2011 :  Iraklis Salonique
- 2011-2012 :  FC Cartagena
- 2012-2013 :  APO Levadiakos
- 2013-2014 :  Skoda Xanthi
- 2014-actuellement :  Atlético de Kolkata[1],[2]

## Palmarès

### Club
- Málaga CF
  - 2002 : Coupe Intertoto

- Liverpool FC
  - 2004-2005 : Ligue des champions  (7 matchs)
  - 2005 : Supercoupe d'Europe

- Atlético de Kolkata
  - 2014 : Indian Super League